# Délia Espinat-Dief
Délia Espinat Dief, née en 1994, est une actrice française.

## Biographie
Délia Espinat Dief a suivi des cours de flûte traversière et de danse avant d'intégrer la classe d'art dramatique du Conservatoire de Toulouse. En 2009, elle joue dans L'école des femmes, mise en scène de Francis Azéma, au théâtre du Pavé,. En 2012, elle est choisie pour interpréter le rôle de Julia dans le film Pop Redemption de Martin Le Gall, aux côtés de Julien Doré, Grégory Gadebois et Audrey Fleurot. En 2013, elle tourne dans Tristesse Club, de Vincent Mariette, avec Laurent Lafitte, Vincent Macaigne et Ludivine Sagnier.
En 2014, elle intègre la distribution du premier long-métrage d'Étienne Labroue, L'Élan, avec Bernard Montiel, François Morel, Olivier Broche et Aurélia Petit.
En 2016, elle entre à l'École supérieure des comédiens par l'alternance du Studio d'Asnières et en 2018, elle travaille avec Simon Abkarian dans les pièces Le Dernier jour du jeûne et L’Envol des cigognes.

## Filmographie

### Cinéma

#### Longs métrages
- 2013 : Pop Redemption de Martin Le Gall : Julia
- 2014 : Tristesse Club de Vincent Mariette : Lola
- 2015 : Gaz de France de Benoît Forgeard : l'étudiante
- 2015 : L'Élan d'Étienne Labroue : Shelby Petiot
- 2016 : Juillet Août de Diastème : Gwen
- 2022 : Pétaouchnok d'Édouard Deluc : Valentine

#### Courts métrages
- 2023 : Trac, de Alexandre Leroy
- 2014 : Victor, de Paul Menville
- 2014 : Mustang, Braco & Arlequins, de Solenne Belloir
- 2013 : Allegro ma non troppo, de Alissa Wenz
- 2013 : Marelle, de Loan Calmon

### Télévision
- 2015 : Mon cher petit village réalisé par Gabriel Le Bomin[2] : Laura
- 2015 : Malaterra : Anna Viviani, sœur de Nathan
- 2019 : Marianne : Marianne jeune
- 2020 : Moah : La folle

## Théâtre
- 2010 : L'École des femmes, de Molière, mise en scène de Francis Azéma
- 2013 : Poil de Carotte, de Jules Renard, mise en scène de Francis Azéma[3]
- 2018 : Le Dernier Jour du jeûne de Simon Abkarian[8]
- 2020 : La Maladie de la famille M de Fausto Paravidino, mise en scène de Théo Askolovitch
- 2021 : Rabelais de Jean-Louis Barrault, d’après les textes de François Rabelais, mise en scène Hervé Van der Meulen
- 2023 : Moi c'est Talia de et mise en scène Faustine Noguès